# نوبویوکی اویشی
نوبویوکی اویشی (به انگلیسی: Nobuyuki Oishi) بازیکن فوتبال اهل ژاپن و عضو تیم ملی فوتبال ژاپن است که در تاریخ ۰۳ مارس ۱۹۶۴ میلادی اولین بازی ملی‌اش را انجام داد. او در ۱ بازی ملی حضور داشت و آخرین بازی ملی خود را در تاریخ ۳ مارس ۱۹۶۴ میلادی انجام داد. نوبویوکی اویشی در بازی‌های ملی‌اش
گلی به ثمر نرساند.